# Автобуси във Варна
Автобусният транспорт във Варна започва своето функциониране през 1922 г. От 1991 г. до днешна дата маршрутите се оперират от фирмата "Градски транспорт" ЕАД. Дружеството се управлява и представлява от изпълнителен директор – инж. Николай Антонов.
Единствено линия №409 се изпълнява от два превозвача - "Градски транспорт - Варна" и "Ченсфилд-55" ЕООД, тъй като навлиза в територията на Община Аксаково.

## История на автобусния транспорт
Историята на автобусния транспорт във Варна започва, когато братята Димитър и Стефан Илчеви създават фирма за внос на автомобили. През 1925 г. фирмата "Братя Илчеви" прераства в акционерно дружество и поема представителството на „Шевролет“ за България. Предприемачите се сдружават с Петър Георгиев, собственик на файтонджийска работилница в центъра на днешния квартал Аспарухово (тогава село край Варна), където се сглобяват първите у нас моторни превозни средства. Именно в тази фабрика е произведен първият български омнибус. Той е с шаси на "Шевролет", и с капацитет от около 25 пътници, който започва да се движи по маршрута Варна - Св. Константин и Елена. През годините са откривани и закривани линии, а днес се обслужват 44 градски и крайградски линии.

## Подвижен състав
Към днешна дата "Градски транспорт Варна" оперира следните автобуси и тролейбуси:
- Solaris Urbino 12 III; 40 броя (20 дизелови и 20 метанови)
- Solaris Urbino 12 IV;  15 броя
- Solaris Urbino 18 III;   30 броя
- Електрически автобус Zhong Tong LCK6126EVG;  40 броя
- Електрически автобус Golden Dragon XML6185CE;  20 броя

От края на 2023 г. във Варна започват да се движат 60-те електрически автобуса Zhong Tong и Golden Dragon.

## Линии
Линия №1 (само делник): ЖП гара - Централна поща - Тракия - Патриарх Евтимий - Автогара - Родина - Иван Рилски - Борсата - ВАМО - Радиозавод - ЕЛПРОМ - Електротерм - Метал - Янко Костов - Западна промишлена зона (ЗПЗ) - Картонажна фабрика - Млекозавод - Пивоварен завод;

Линия №7: ЖП гара - Полиграфия - Козирката - Музея - Пл. "Съединение" - Чаталджа - Паметника - Явор - Базар Левски - Дубровник - ХЕИ - Стадион Спартак - Струга - Победа /Сахаров/ - Техникумите /Сахаров/ - Тих труд - МОЛ Пфое - Апостол Славов - Драгаш - Банката - Детско градче - НПК Черно море - ЕЛПРОМ. Сутрин и следобед се обслужват и спирките: Електротерм; Метал; Янко Костов; Кораба; ЗПЗ; Картонажна фабрика; Винзавод; Коопизкупуване; СМК; Топливо вх. 2; Бизнес парк;
Линия №9: ЖП гара - Македонски дом - Козирката - Севастопол - Академията - Спортна зала - Акациите - Делфинариума - Св. Никола - Пикадили парк - Студентска - Траката - Стамболийски - Евксиноград - Балкан - Ботаническа градина - Миньор - Странджа - Дървен мост - Изгрев - Майстор Манол - Чайка - Травел - Мадара - Аква парк - Република;

Линия №10: ЖП гара - Македонски дом - Централна поща - Тракия - Янко Михайлов - ВиК - Вятърна мелница - Роза - Хаджи Димитър - Зеленика - Стадион Спартак - Янко Михайлов - Тракия - Катедралата - ЖП гара. Сутрин и следобед в отделни курсове (по линия 10А) се обслужват и спирките: Матроски клуб; 8-ми декември; КЗ; Родопа; Пясъка; Моряк; КРЗ;
Линия №12: Обръщач Бриз - Сотира - Медицински к-с - Подстанция изгрев - Военна болница - Подвис - Вятърна мелница - ВиК - Проектантска - Окръжна болница - Пл. "Съединение" - Музея - Централна поща - 8-ми декември - КЗ - Под моста - Джанавара - Калин - Любен Каравелов - Народни будители - Център /Аспарухово/ - Христо Баев - Христо Манолов - Чонгора - Зора
Линия №13: ЖП гара - Македонски дом - Централна поща /апт. Санита/ - Нептун - Пирин - Битоля - Пикадили /Чаталджа/ - Електрон - Мир - Хлебозавод (само в комбинация с линия 32) - Военна болница - Черноризец Храбър - Железни врата - Нов корпус на ИУ - бл. 22;
Сутрин и следобед в отделни курсове (по линия 13А) се обслужват и спирките: Матроски клуб; 8-ми декември; КЗ; Родопа; Пясъка; Моряк; КРЗ;
Линия №14: Обръщач Владиславово - бл. 407 - Кап. Петко войвода - Детелина - Вежен - Общежитието - Кайсиева градина - бл. 222 - бл. 221 - бл. 212 - Армейска - ТИС Север - КАТ - Георги Георгиев - Гео Милев - Поглед - Петя Дубарова - Георги Петлешев - Дом "Младост" - Тих труд - Техникумите - Трансформатора - Кооперативен пазар - Лаврентий - Козирката - Севастопол - Академията - Спортна зала - Акациите - Делфинариума - Св. Никола - Карин дом - Ученически комплекс - Почивка;
Линия №14А (само през учебни дни): Обръщач Владиславово - бл. 407 - Богдан - Мусала - Стадион Владиславово - Кап. Петко войвода - Детелина - Вежен - Мургаш - Армейска - ТИС Север - Осъм - 3-ти март - Искър - Янтра - Огоста - Централна автобаза - Дом "Младост" - Тих труд - Техникумите - Трансформатора - Лятно кино Тракия - Нептун - Севастопол - Академията - Спортна зала - Акациите - Делфинариума - Св. Никола - Карин дом - Ученически комплекс - Почивка;
Линия №17: Обръщач Галата - Център /Галата/ - Читалище - Лагера - Иванова чешма - Спартак - А. Калчев - От Галата - Орел - Сокол - Първи май - Детски кът - Център /Аспарухово/ - Народни будители - Любен Каравелов - Калин - Джанавара - КЗ - 8-ми декември - Македонски дом - ЖП гара; 
Курсове до м-ст Боровец в комбинация с линия 46 и до м-ст Ракитника в комбинация с линия 60   

Линия №17А: Обръщач Галата - Център /Галата/ - Читалище - Лагера - Иванова чешма - Спартак - А. Калчев - От Галата - Орел - Сокол - Първи май - Детски кът - Център /Аспарухово/ - Народни будители - Любен Каравелов - Калин - Джанавара - КЗ - 8-ми декември - Македонски дом - ЖП гара - Басейна - Фестивален комплекс - Академията - Спортна зала - Акациите - Делфинариума - Св. Никола - Карин дом - Ученически комплекс - Почивка;
Курсове до м-ст Боровец в комбинация с линия 46 и до м-ст Ракитника в комбинация с линия 60
Линия №18: ЖП гара - Полиграфия - Централна поща - Тракия - Патриарх Евтимий - Автогара - Иван Рилски - Борсата - ВАМО - Радиозавод - ЕЛПРОМ - Винзавод - Млекозавод - Пивоварен завод - Разсадника - Младост - Център /Тополи/ - Обръщач Тополи - (линия 18А) Екарисаж - Гара Тополи - с. Казашко;
Курсове през Гробищен Парк Тополи в комбинация с линия 40
Линия №20: ЖП гара - Басейна - Фестивален к-с - Академията - Пл. Съединение - Окръжна болница - Проектантска - Струга - Победа - Газостанция - Огоста - Янтра - Искър - 3-ти март - Осъм - ТИС Север - Армейска - Мургаш - Девня - Химик - Кап. Петко войвода - Скалата - Обръщач Владиславово;
Линия №22: Обръщач Владиславово - бл. 407 - Кап. Петко войвода - Химик - Девня - Мургаш - Армейска - ТИС Север - КАТ - Парк-музей Вл. Варненчик - Академия на МВР - ЕЛПРОМ - Радиозавод - ВАМО - Борсата - Иван Рилски - Родина - Автогара - Патриарх Евтимий - Тракия - Катедралата - Димчо Дебелянов - ЖП гара;
Сутрин и следобед в отделни курсове (по линия 122) се обслужват и спирките: (след сп. Катедралата не завива за спирки Димчо Дебелянов и ЖП Гара) Матроски клуб; 8-ми декември; КЗ; Родопа; Пясъка; Моряк; КРЗ;

Линия №23: бул. Девня - ЖП гара - Благой Касабов - Лаврентий - Кооперативен пазар - Янко Михайлов - ВиК - Вятърна мелница - Балкантурист - Кантона - Росица - Свежест - Разклон Каменар - Горска - Трафопост - Разклон Куманово - Център /Каменар/ - Блоковете /Каменар/;
Към днешна дата линията се обслужва в комбинация с линия 30 поради ремонт на ул. Прилеп. След сп. Янко Михайлов обслужва спирки Спартак, ХЕИ, Дубровник, Базар Левски, Лотос, Резервоара, Моста, Светкавица, Разклон Виница, Поделението и продължава по маршрута си от сп. Горска.
Линия №24: КЗ; 8-ми декември; Лаврентий; Кооп. пазар; Янко Михайлов; ВиК; Вятърна мелница; Лозарска; Балкантурист; Росица; Свежест; Нова; Разкл.Каменар; Каменар; Куманово
Линия №25: КЗ; 8-ми декември; Лаврентий; Кооп. пазар; Янко Михайлов; ВиК; Вятърна мелница; Лозарска; Балкантурист; Росица; Свежест; Нова; Разкл.Каменар; Разкл.Долище; Разкл.Яребична; с. Яребична; Разкл.Въглен; с. Въглен
Линия №26: КЗ; 8-ми декември; Полиграфия; Център; Музея; пл. “Съединение“; Чаталджа; Паметника; Явор; Резервоара; (Моста; Светкавица - спира само в посока към Варна); Разклон Виница; Големия завой; Телевизионна кула; Поделението; Добрева чешма; Радио предавател; Стопански двор; Разкл. Кичево; с. Кичево
Линия №27: КЗ; 8-ми декември; Полиграфия; Център; Музея; пл. “Съединение“; Чаталджа; Паметника; Явор; Резервоара; (Моста; Светкавица - спира само в посока към Варна); Разклон Виница; Големия завой; Телевизионна кула; Поделението; Добрева чешма; Радио предавател; Стопански двор; Разкл. Кичево; с. Кичево; Разкл. Орешак; с. Орешак
Линия №28: КЗ; 8-ми декември; Полиграфия; Център; Музея; пл. “Съединение“; Чаталджа; Паметника; Явор; (Резервоара; Моста; Светкавица - спира само в посока към Варна); Разклон Виница; Големия завой; Телевизионна кула; Поделението; Добрева чешма; Радио предавател; Стопански двор; Разкл. Кичево; с. Кичево; Разкл. Орешак; с. Орешак; Разкл. Осеново; Камъните; Пясъците; Дерето; Орехите; Горска; Горна махала; с. Осеново – център
Последните 5 изброени по-горе линии се обслужват от фирмата- превозвач "Ченсфилд ООД", като линиите 26,27,28 са едно цяло и се обслужват наведнъж.
Линия №29: ЖП гара - Полиграфия - Козирката - Музея - Пл. "Съединение" - Чаталджа - Паметника - Явор - Лотос - Резервоара - Моста - Светкавица - Разклон Виница - Захари Дончев - Д-р Николаев - Чешмата - Център /Виница/ - Черно море - Дом Майка и дете - Бор - Ново гробище - Вилите - Аладжа манастир;
Линията се обслужва в комбинация с линия 31, има курсове само сутрин и следобед.
Линия №30: бул. Девня - ЖП гара - Македонски дом - Козирката - Музея - Пл. "Съединение" - Чаталджа - Паметника - Явор - Лотос - Резервоара - Моста - Светкавица - Разклон Виница - ТВ кула - Поделението - Добрева чешма;
Линия №30: бул. Девня - ЖП гара - Македонски дом - Козирката - Музея - Пл. "Съединение" - Чаталджа - Паметника - Явор - Лотос - Резервоара - Моста - Светкавица - Разклон Виница - ТВ кула - Поделението - Добрева чешма;
Към днешна дата линията се обслужва в комбинация с линия 23, поради ремонт на ул. Прилеп.

Линия №31: ЖП гара - Полиграфия - Козирката - Музея - Пл. "Съединение" - Чаталджа - Паметника - Явор - Лотос - Резервоара - Моста - Светкавица - Разклон Виница - Захари Дончев - Д-р Николаев - Чешмата - Център /Виница/ - Черно море - Дом Майка и дете;
Линия №31А: ЖП гара - Полиграфия - Козирката - Музея - Пл. "Съединение" - Чаталджа - Паметника - Явор - Спортист - Стадион Варна - Средношколска - Пикадили парк - Студентска - Траката - Стамболийски - Евксиноград - Балкан - Летовище /кпп/ - Св. Константин и Елена - Летовище /кпп/ - Летовище - Черноморец - Вилна зона - Гробище /Виница/ - Център /Виница/ - Черно море - Дом Майка и дете;

Линия №35: КЗ; 8ми декември; Лаврентий; Кооп пазар; Я. Михайлов; ВиК; Вятърна мелница; Балкантурист; Разклона Долище; Долище     (обслужва се единствено от фирмата- превозвач "Ченсфилд ООД")
Линия №36: ЖП гара - Благой Касабов - 8-ми декември - КЗ - Под моста - Джанавара - Хидробаза - Гребна база - Чайка - Туфна кула - Оранжериите - Чешмата на Звездица - Звездица - Касиопея - Сатурн - Център /Звездица/;
Линия №37: ЖП гара - Благой Касабов - 8-ми декември - КЗ - Под моста - Джанавара - Хидробаза - Гребна база - Чайка - Рибарско селище - Амонал - х. Звездица - Лозарска - Навеса - Разклон Константиново - Константиново - Обръщач Константиново;
Последният курс в 21:30 се комбинира с линия 36 и минава през с. Звездица.
Линия №39: Обръщач /39/ - Коопизкупуване - Топливо - СМК - Звезда - Топла вода - Христо Ботев - Елин Пелин - Тодор Влайков - Македонски дом - ЖП гара - Басейна - Фестивален комплекс - Академията - Спортна зала - Акациите - Делфинариума - Св. Никола - Карин дом - Ученически комплекс - Почивка;
Линия №39: Обръщач /39/ - Коопизкупуване - Топливо - СМК - Звезда - Топла вода - Христо Ботев - Елин Пелин - Тодор Влайков - Македонски дом - ЖП гара - Басейна - Фестивален комплекс - Академията - Спортна зала - Акациите - Делфинариума - Св. Никола - Карин дом - Ученически комплекс - Почивка;
Отделни курсове до ОПСО сутрин и следобед. След сп. Обръщач 39 завива наляво по кръговото и обслужва спирки Геозащита, Викинг и ОПСО.

Линия №40 (само на Задушница, през останалото време е в комбинация с линии 18 и 18А): ЖП гара - Полиграфия - Централна поща - Тракия - Патриарх Евтимий - Автогара - Иван Рилски - Борсата - ВАМО - Радиозавод - ЕЛПРОМ - Винзавод - Млекозавод - Пив. завод - Гробище /Тополи/ - Ново село - Център /Тополи/ - Обръщач Тополи;
Линия №41: Обръщач Владиславово - бл. 407 - Мусала - Богдан - Ком - Черни връх - Вихрен - Детелина - Вежен - Общежитието - Кайсиева градина - бл. 222 - бл. 221 - бл. 212 - Армейска - ТИС Север - КАТ - Георги Георгиев - Антон Страшимиров - Веселин Ханчев - Детско градче - Радиозавод - ВАМО - Борсата - Иван Рилски - Родина - Автогара - Патриарх Евтимий - Тракия - Катедралата - Димчо Дебелянов - ЖП гара;
Линия №43: КЗ; 8-ми декември; Лаврентий; Кооп. пазар; Патриарх Евтимий; Автогара; Иван Рилски; Борсата; ВАМО; Елпром; Винзавод; Пивоварна; Метро; Дом на камиона; Лозарска; Самолета; Роза; Поща; Поликлиниката; Блоковете; Игнатиево; с. Припек; с. Слънчево
Линия №46: ЖП гара - Димчо Дебелянов - 8-ми декември - КЗ - Под моста - Джанавара - Калин - Любен Каравелов - Народни будители - Център /Аспарухово/ - Зора - НПВЛК - Стопански двор - Параклиса - Димят - Лозар - Тича - Обръщач Боровец - Санта Мария - Обръщач Галата;
Линията е в комбинация с линии 17 и 17А, но се изпълнява и като самостоятелна линия.
Линия №49: КЗ; 8-ми декември; Лаврентий; Кооп. пазар; Патриарх Евтимий; Автогара; Иван Рилски; ВАМО; Елпром; Лозарска; Самолета; Роза; Поща; Поликлиниката; Блоковете; Орлово гнездо; Фермата; Парка; Центъра; Училището; Хемус; /с. Доброглед/. На връщане през Тракия и Катедралата
Линиите 43,49 се обслужват единствено от фирмата- превозвач "Ченсфилд ООД"
Линия №52: КЗ - 8-ми декември - Лаврентий - Кооперативен пазар - Патриарх Евтимий - Автогара - Иван Рилски - Борсата - Вамо - Радиозавод - Елпром - Лозарска - Самолета - Роза - Поща - Център - Изворско център - Изворско втора - Разклон Любен Каравелово - Разклон Новаково - Новаково - Крумово първа - Крумово център - Пясъчник - Радево - Ботево център - Ботево чешмата - Ботево трета    (обслужвана единствено от "Ченсфилд ООД")
Линия №54: КЗ; 8-ми декември; Полиграфията; Катедралата; Тракия; Автогара; Иван Рилски; Борсата; ВАМО; Радиозавод; Елпром; Лозарска; Самолета; Роза; Поща; Център; Изворско център; Изворско втора; Зорница център; Любен Каравелово първа; Любен Каравелово център; Любен Каравелово-Веселин; Водица първа; Водица център; Засмяно      (обслужвана единствено от "Ченсфилд ООД")

Линия №55+56: ЖП гара - Димчо Дебелянов - 8-ми декември - КЗ - Под моста - Джанавара - Калин - Любен Каравелов - Народни будители - Център /Аспарухово/ - Зора - Разклон Кантара - Кантара - Гробищен парк - Разклон Крушките - Крушките;
В комбинация с линия 56, за да се обслужи м-ст Кантара.
Линия №60: Обръщач Черноморец - Моста - Чакъла - Параклис "Св. Марина" - Ракитника - Ветеран - Топола - Завоя - Прибой - Поделението - Чигана - Обръщач Галата - Център /Галата/ - Читалище - Лагера - Иванова чешма - Спартак - А. Калчев - От Галата - Орел - Сокол - Първи май - Детски кът - Център /Аспарухово/ - Народни будители - Любен Каравелов - Калин - Джанавара - КЗ - 8-ми декември - Македонски дом - ЖП гара;
Линията е в комбинация с линии 17 и 17А, няма самостоятелни курсове.
Линия №109: ЖП гара - Македонски дом - Козирката - Севастопол - Академията - Спортна зала - Акациите - Делфинариума - Св. Никола - Пикадили парк - Студентска - Траката - Стамболийски - Евксиноград - Балкан - Ботаническа градина - Миньор - Странджа - Дървен мост - Изгрев - Майстор Манол - Чайка - Дирекцията - Зора - Кукери - Обръщач Панорама;
Линия №118: Почивка - Ученически к-с - Средношколска - Стадион Варна - Спортист - Явор - Паметника - Чаталджа - Пл. Съединение - Окръжна болница - Проектантска - Янко Михайлов - Лятно кино Тракия - Трансформатора - Техникумите - Тих труд - Дом "Младост" - Георги Петлешев - Петя Дубарова - Веселин Ханчев - Мебелна палата - Парк-музей Вл. Варненчик - КАТ - ТИС Север - Армейска - Мургаш - Девня - Химик - Кап. Петко войвода - Стадион Владиславово - Ком - Черни връх - Вихрен - Обръщач 118 /Газстанция/;
Линия №118А: Почивка - Ученически к-с - Средношколска - Стадион Варна - Спортист - Явор - Паметника - Чаталджа - Пл. Съединение - Окръжна болница - Проектантска - Янко Михайлов - Лятно кино Тракия - Трансформатора - Техникумите - Тих труд - Дом "Младост" - Георги Петлешев - Петя Дубарова - Веселин Ханчев - Мебелна палата - Парк-музей Вл. Варненчик - КАТ - ТИС Север - Армейска - Мургаш - Девня - Химик - Кап. Петко войвода - Детелина - Вежен - Общежитието - Кайсиева градина - Метро - Млекозавод - Пивоварен завод - Разсадника - Младост - Център /Тополи/ - Обръщач Тополи. С отделни курсове до/от Гробище /Тополи/ и с. Казашко;
Линия №122 (само делник): Обръщач Владиславово - бл. 407 - Кап. Петко войвода - Химик - Девня - Мургаш - Армейска - ТИС Север - Парк-музей Вл. Варненчик - ЕЛПРОМ - Автогара - Тракия - Катедралата - Матроски клуб - КЗ - Родопа - Аспарухов мост - Пясъка - Моряк - КРЗ; 
Линия №148: Почивка - Ученически к-с - Средношколска - Стадион Варна - Спортист - Явор - Паметника - Чаталджа - Пл. Съединение - Музея - Катедралата - Тракия - Патриарх Евтимий - Автогара - Родина - ПКИ /МОЛ Варна/ - Дом "Младост" - Централна автобаза - Възраждане - Хемус - Георги Георгиев - КАТ - ТИС Север - Армейска - Мургаш - Девня - Химик - Кап. Петко войвода - Скалата - Обръщач Владиславово;
Линия №209: Почивка - Ученически к-с - Средношколска - Стадион Варна - Спортист - Сотира - Медицински к-с - Военна болница - Черноризец Храбър - Мир - Дубровник - ХЕИ - Стадион Спартак - Струга - Победа - Газостанция - Възраждане - Хемус - Георги Георгиев - КАТ - ТИС Север - Армейска - Мургаш - Девня - Химик - Кап. Петко войвода - Скалата - Обръщач Владиславово;
Линия №209Б (само през летния сезон): Обръщач Панорама - Кукери - Зора - Дирекцията - Майстор Манол - Изгрев - Странджа - Миньор - Ботаническа градина - Балкан - Евксиноград - Траката - Пикадили парк - Средношколска - Спортист - Базар Левски - Дубровник - ХЕИ - Струга - Победа - Газостанция - Възраждане - Хемус - Георги Георгиев - ТИС Север - Армейска - Мургаш - Девня - Химик - Кап. Петко войвода - Скалата - Обръщач Владиславово;
Линия №409: Сладкарски цех /Аксаково/ - Пазара - Център /Аксаково/ - Поща /Аксаково/ - ДЗС - Самолета - Летище Варна - Бизнес парк - ЕЛПРОМ - Радиозавод - ВАМО - Борсата - Иван Рилски - Автогара - Патриарх Евтимий - Тракия - Катедралата - Севастопол - Академията - Спортна зала - Акациите - Делфинариума - Св. Никола - Пикадили парк - Студентска - Траката - Стамболийски - Евксиноград - Балкан - Ботаническа градина - Миньор - Странджа - Ген. Заимов - Писател - Хоризонт - Журналист - ВСУ - Ален мак - Майстор Манол - Чайка - Травел - Мадара - Аква парк - Република
През зимния сезон, линия №409 се движи до сп. ВСУ и не обслужва спирките в к.к Златни пясъци

## Закрити автобусни линии
Закритите автобусни линии във Варна са:
- Линия №2: Централна поща - Рибарско селище Карантината - Зора
- Линия №3: КРЗ - Нептун - Базар Левски - Паметника - КРЗ - Петрол
- Линия №4: ЖП Гара - бул. ,,Приморски" - ул. ,,Васил Друмев" - бул. ,,Княз Борис" - Почивка. Последната спирка е била до Парк-паметник на българо-съветската дружба
- Линия №5: ЖП Гара - ул. ,,Тодор Влайков" - ул. ,, Георги Пеячевич" -

бул. ,,Христо Смирненски" - Тих труд - ул. ,,Тролейна" - ул. ,,Петко Стайнов" - ул. ,,Орех" - ул. ,,Андрей Сахаров" -  бул. ,,Сливница" - ул. ,,Отец Паисий" - бул. ,,Владислав Варненчик" - ЖП Гара
- Линия №6: ЖПГ - ул. ,,Кракра" -

ул. ,,Патриарх Евтимий" [наобрарно - Трайко Китанчев] - бул. ,,Сливница" - ул. ,,Отец Паисий" - бул. ,,Цар Освободител" - бул. ,,Приморски" - ул. ,,Михаил Колони" - Шишковата градинка - ул. ,,Свети Климент" - 
ул. ,,Преслав"
- Лининя №8: КЗ - КК „Св. св. Константин и Елена“ (обслужвана от Транстриумф)
- Линия №11: бул. ,,Първи май" - Аспарухов мост - бул. ,,Владислав Варненчик" - ул. ,,Отец Паисий" - Хаджи Димитър - Подвис - бул. ,,Христо Смирненски" Линията се е движела сутрин и вечер.
- Линия №15: Почивка - Струга - Дом Младост - ЕЛПРОМ - Завод „Метал“ (обслужвана съвместно от Транстриумф и Градски Транспорт)
- Линия №15Б: Почивка - Струга - Родина - ЕЛПРОМ - Завод „Метал"
- Линия №16: Аспарухово - Площад ,,Съединение" - Почивка

Линията се е движела сутрин и вечер.
- Линия №19: Петрол - бул. ,,Осми Приморски полк" - бул. ,,Христо Смирненски" - ул. ,,Мир" - квартал Левски - бул. ,,Осми Приморски полк" - Петрол
- Линия №21: КЗ - Автогара - Метро - Кап. Петко войвода - Аксаково (обслужвана от Транстриумф)
- Линия №33: КЗ - с. Кичево - с. Климентово - с. Генерал Кантарджиево (обслужвана от Транстриумф)
- Линия №42: Зора - Петрол
- Линия №43А: КЗ - Игнатиево - с. Припек - с. Слънчево - с. Баново (обслужвана от Транстриумф, закрита около 2012)
- Линия №48: Елпром - Радиозавод - Детско градче - Поглед - Гео Милев - Г. Георгиев - КАТ - ТИС Север - Осъм - 3ти март - ДГ Делфинче - Плувeн басейн Делфинче - Хемус - Възраждане - Централна автобаза - Младост - Тих труд - Техникумите - Илия Димитров - Тракия - Катедралата - ЖПГара
- Линия №51: ЖП гара - Стадион Варна - ВСУ
- Линия №59: КЗ - Аксаково - с. Изворско - с. Зорница
- Линия №107: Аспарухово - ЖП Гара - ул. ,,Георги Петлешев" - Топливо - ЖП Гара - Аспарухово
- Линия №121: Почивка - Окръжна болница - Дом „Младост“ - ТИС Север - Кап. Петко войвода - Аксаково (обслужвана от Транстриумф и Ченсфилд, като Ченсфилд я закрива)
- Линия №309: Топливо - ЖП Гара - Златни Пясъци